# Terminalna balistika
Terminalna balistika je podpodručje balistike koje proučava stanje projektila kada pogodi metu. Proučava fenomene interakcije između projektila i cilja (balistika na cilju). Najčešće se odnosi na zaustavnu moć kada je riječ o čovjeku ili drugim živim metama. U slučaju da je cilj tkivo, može se nazvati i balistika rane. Terminalna balistika je povezana s projektilima malog kalibra kao i s velikim onih ispaljenih iz topova. Proučavanje ekstremno velikobrzinskih impakta je još uvijek novo i ipak se većinom primjenjuje kod dizajna svemirskih letjelica.

## Općenito
Kao rani rezultat zbog Newtona; udarna dubina bilo kojeg projektila je dubina koju projektil doseže prije zaustavljanja u sredini; u Newtonskoj mehanici, projektil se zaustavi kada je njegov moment prenesen jednakoj masi središta. Ako projektil i središte imaju sličnu gustoću, to se dogodi na udarnoj dubini jednakoj dužini projektila. 
Da bi ovaj rezultat bio valjan, za privlačenu sredinu se smatra da nema nikakvu sastavnu čvrstoću. Čak i ako se projektil zaustavio, moment je još uvijek prenesen, u stvarnom se svijetu može dogoditi ljuštenje i slični učinci.

## Projektili vatrenog oružja

### Klase metka
Postoje tri osnovne klase metka:
- oni dizajnirani za maksimalnu preciznost na raznim udaljenostima
- oni dizajnirani za povećavanje štete na meti probijanjem najdublje moguće
- oni dizajnirani da izbjegnu potpunu penetraciju mete i da deformiranjem kontroliraju dubinu kroz koju metak prolazi, koji kao nusproizvod, radi najveću štetu unutar rane.

Treća klasa može ograničavati probijanje ekspanzijom ili fragmentacijom.

### Streljaštvo
Za streljaštvo na kratkom dometu (do 50 m), aerodinamika je relativno nevažna i brzine su male. Dok god je metak uravnotežen tako da se ne sruši, aerodinamika je nebitna. Za pucanje u papirnate mete, najbolji metak je onaj koji će napraviti savršenu rupu kroz metu. Takvi meci zovu se ruborezači (eng. wadcutter), imaju veoma ravan vrh, najčešće s relativno oštrim rubom na perimetru. Ravni dio udarcem udubi veliku rupu u papiru, blizu ako ne i jednakom punom promjeru metka. Otkad rezni rub sječe krug mete, to rezultira dobivanjem većih bodova, frakcije inča su bitne. Pištolji koji koriste spremnik/šaržer ne mogu uvijek pouzdano koristiti ruboresce zbog njihove uglate građe. Kako bi se to riješilo, koristi se poluruborezač (semiwadcutter). Poluruborezač se sastoji od konusne sekcije koja ide do manjeg ravnog dijela, i tankog oštrog ramena na bazi konusa. Ravni vrh udara u čistu rupu, a rame uredno otvori rupu. Za čelične mete, zabrinutost je da se pruža dovoljno snage da se obori metu, ali smanji šteta. Mekani olovni metak ili šuplji metak u metalnoj košuljici će otvoriti/proširiti svoje zrno kada se zabije (ako je brzina udara dovoljna za deformiranje), time se iskorištava sva snaga impakta na veće područje mete, omogućujući više ukupne primijenjene snage bez štete na čeličnoj meti.
Također postoje i specijalizirani meci dizajnirani posebno za uporabu za dalekometno precizno streljaštvo s visokoojačanim puškama; dizajni variraju ovisno o proizvođaču, ali svi se temelje na liniji natjecateljskih metaka MatchKing od tvrtke Sierra koja ih je uvela oko 1963. Temeljeno na istraživanju koje je američko ratno zrakoplovstvo provelo 1950-ih, otkriveno je da su meci više stabilni u letu za veće daljine i otporni na bočne vjetrove kada je centar gravitacije nekako prema naprijed središtu tlaka, metak MatchKing (koje je još uvijek u uporabi i drži mnoge rekorde) je šupljeg vrha sa sitnim otvorom/malenom rupom u metalnoj košuljici i šupljim zračnim prostorom vrha zrna, za razliku od konvencionalnih metaka čija olovna jezgra ide skroz prema gore i zaobljena je. Ostali dizajni od drugih proizvođača mogu biti sve od bliskih kopija dizajna MatchKing. Šuplji meci MatchKing, u suprotnosti sa šupljim metcima namijenjenim za lov i policijsku uporabu, nisu dizajnirani da se rašire nakon udara; to ih čini relativno slabim izborom za lov, jer su skloni nepravilnoj i nepredvidivoj performansi nakon ulaska u tijelo životinje—mogu napraviti nered ili slomiti se, iako najčešće udare ravno kada rade usku ranu koja obično ne uzrokuje brzu smrt. Američka vojska sada izdaje snajperistima ovakvu vrstu streljiva. U 7,62×51mm NATO-u, streljivo M852 Match i M118LR se izdaje, od kojih oba koriste metke Sierra MatchKing; u 5,56×45mm NATO-u, i od kojih američka mornarica i snajperisti američkih marinaca upotrebljavaju puške u stilu M16 s metkom Mk 262 Mod 0 kojeg su zajednički razvili Black Hills i centar pomorske mornaričke ratne divizije, koristeći kanelirani metak kojeg je proizveo Sierra sudeći prema vojnim specifikacijama za ovaj projekt. 
Godine 1990., vojni službenik američke vojske je izdao legalno mišljenje koje govori da metak Sierra MatchKing, unatoč tome što ima dizajn s otvorenim vrhom, nije posebno dizajniran da napravi veću štetu ili patnju ljudskoj meti, već zapravo ne radi ranu koja se može brzo razlikovati s konvencionalnim metcima u punoj metalnoj košuljici, stoga je u njihovom dojmu legalno pod Haaškom konvencijom, za uporabu u ratu.
Za ultra dalekometno precizno streljaštvo s visokoojačanim puškama i vojnim snajperskim djelovanjem radikalno vrlo-nisko-povlačeni (very-low-drag, VLD) metci su dostupni koji su uglavnom proizvedeni iz šipki monometalnih legura/slitina na tokarskim strojevima CNC. Pokretačka snaga tih projektila je želja za poboljšanjem praktičnog maksimalnog učinkovitog dometa preko normalnih standarda. Kako bi se ovo postiglo, metci moraju biti veoma dugački i normalne cjelokupne duljine metaka često moraju biti premašene. Najčešći okreti žljebova se također moraju zategnuti da bi se stabilizirali jako dugi projektili. Takvi nekomercijalni nepostojeći metci se nazivaju "wildcats. Uporaba wildcata temeljenog na (ultra) dalekometnom metku zahtjeva korištenje prilagođene ili po mjeri izrađene puške s odgovarajuće urezanom cijevi i brzim-okretnim užljebljenjem. 

### Maksimalna penetracija
Za uporabu protiv oklopljenih meta ili većih, snažnijih lovina, penetracija je najbitniji obzir. Fokusirajući najveću količinu momenta na najmanje moguće područje mete pruža najveće probijanje. Metci za najdublje probijanje su dizajnirani da se ne deformiraju nakon udara, te su obično napravljeni od olova koje je prekriveno bakrom, mjedom ili mekanom čeličnom košuljicom (neki su čak solidni bakar i brončana legura). Košuljica ili jaknica u potpunosti pokriva prednji dio metka, iako je stražnji dio najčešće ostavljen s izloženim olovom (to je obzir ručne proizvodnje/manufakture: prvo se jaknica formira, zatim je olovo iskovano kalupima prema nazad). Za prodorne tvari/supstance značajno teže neko olovo s košuljicom, olovna jezgra je nadopunjena ili izmijenjena s jačim materijalom, kao što je ojačani čelik. Vojno oklopno-probijajuće streljivo za mala ručna vatrena oružja (small arms) je napravljeno od čelične jezgre s bakrenom košuljicom; čelik je bolje otporan na deformiranje nego uobičajena olovna mekana jezgra, što dovodi do veće penetracije. Trenutni metak 5,56mm NATO SS109 (M855) ima olovnu jezgru s čeličnim vrhom za poboljšanje prodora, čelični vrh pruža otpor deformaciji za probijanje oklopa, i težu olovnu jezgru (25% težu nego prethodni metak, M193) koja pruža povećanu sekcijsku gustoću za bolji prodor u mekše mete. Za veće kalibre velike brzine, kao što su topovi tenka, tvrdoća je druga važnost gustoći i normalno su podkalibarski projektili napravljeni od volframovog karbida, teške volframske slitine ili osiromašenog uranija ispaljenih u sabotu od lagane aluminijske ili magnezijske legure (ili u karbonskom ugljičnom vlaknu u nekim slučajevima). Mnogi tenkovski topovi su glatki iznutra, nisu užljebljeni jer praktični okretaji žljebova mogu samo uravnotežiti projektile kao što je oklopno-probijajući rebrasto-stabilizirani sabot (APFSDS), s dužinom prema omjeru promjera oko 5:1, okretaj kojeg nameću interferencije žljebova s oblikovanim nabojnim metcima, i također zato što užljebljenje dodaje trenje i smanjuje brzinu koju je moguće postići. Kako bi se dobila maksimalna sila na najmanje područje, protutenkovski metci imaju aspektni omjer širine i visine 10:1 ili više. Otkad se ovo ne može stabilizirati užljebljenjem, izgrađeni su kao velike strijelice, s vertikalnim rebrima koji uravnotežuju silu, negirajući potrebu za olučenjem. Ti podkalibarski metci se drže u mjestu u cijevi sabota. Sabot je lagani materijal koji prenosi naboj penetratora, potom se odbacuje nakon što metak napusti cijev.

### Kontrolirana penetracija
Posljednja kategorija metaka je ona čiji su metci namijenjeni za kontrolirani prodor tako da se ne nanese šteta bilo čemu iza mete. Ovakvi su metci prvenstveno korišteni za lov i samoobranu civila; njih po pravilu vojska ne koristi, otkad je Haaška konvencija zabranila ekspanzivne metke u međunarodnim sukobima, te zato što takvi metci imaju manju šansu probijanja suvremenog oklopa (npr. balistički prsluk). Ti metci su dizajnirani da povećaju svoju površinu nakon udara, čime se stvara veće povlačenje i ograničenje puta kroz metu. Poželjni sporedni efekt je da prošireni metak radi veću rupu, povećavajući poremećaj tkiva i brzinu onesposobljavanja. U nekim primjenama, sprječavanje izlaza sa stražnjeg dijela mete je također poželjan. Metak koji prodire kroz-i-kroz je više sklon uzrokovati obilno krvarenje, omogućavajući lakše praćenje lovine po tragovima krvi. S druge strane, metak koji perforira potom može nastaviti (najvjerojatnije koaksijalno prema izvornoj putanji zbog skretanja mete) i može uzrokovati nenamjernu štetu ili ozljedu. Lomljivi metci, napravljeni od tankih fragmenta koji se drže zajedno pomoću slabog vezivanja, su najčešće prodavani kao "ultimativno" ekspanzivni metci, jer povećavaju svoj učinkoviti promjer po redu veličine. Kada oni rade, rade krajnje iznimno, uzrokovajući masivnu traumu meti. S druge strane, kada ne uspiju, to je zbog podpenetracije, a šteta meti je površna i vodi do sporog onesposobljavanja. 

#### Ravni vrh
Najjedonstavniji metak za maksimalni poremećaj je onaj sa širokim, ravnim vrhom od mekanog olova. To povećava učinkovito površinsko područje, dok metci zaobljenog vrha mogu omogućiti tkivu "pliva" kroz rubove. Također povećava povlačenje tijekom leta, što smanjuje dubinu koju metak udubi. Starije puške sa središnjim opaljenjem i cijevnim spremnicima su bile dizajnirane koriste metke ravnog vrha. Metci ravnog vrha, s prednjim dijelom do 90% ukupnog promjera metka, su obično dizajnirani za uporabu protiv velikih ili opasnih lovina. Najčešće su napravljeni s neobično tvrdim slitinama, te su duži i teži nego normalni za svoj kalibar, a nekada uključuju i egzotične materijale kao što je volfram za povećanje svoje sekcijske gustoće. Takvi metci su konstruirani da duboko probiju kroz mišić i kost, dok čine kanal rane skoro istog promjera kao i metak. Osmišljeni su da penetriraju duboko do vitalnih organa s bilo kojeg kuta pucanja i na dovoljno dalekom dometu. Jedna od lovačkih primjena metka ravnog vrha je lov na velike divljači kao što je medvjed lovljen s revolverom kalibra .44 Magnum ili većih. Više uobičajena uporaba nego u lovu je za obrambeno "medvjedsko oružje" koje nose ljudi na vanjskom outdoor terenu, tj. divljini. Nedostatak metcima s ravnim vrhom je smanjenje aerodinamične performanse; ravni vrh potiče puno povlačenja, što dovodi značajno reduciranih brzina na velikoj udaljenosti.

#### Ekspanzivni
Više učinkoviti, na lakše mete, su metci šupljeg vrha i mekog ravnog vrha. Ovi su konstruirani za uporabu hidrauličnog tlaka tkiva mišića za proširenje metka. Metak šupljeg vrha se ljušti prema nazad u osam ili devet povezanih komadića koji uzrokovaju proširenje oštećenom području. Metak šupljeg vrha se puni vodom iz tijela tijekom udara, potom se proširuje dok ga voda nastavlja puniti. Ovaj proces se zove gljivarenje jer idealni rezultat je oblik koji nalikuje gljivi—cilindrična podloga/baza, prekrivena širokom površinom gdje se vrh metka oljuštio prema nazad da bi izložio više područja za tvorbu više povlačenja tokom prolaza kroz tijelo. Pobakreni metak šupljeg vrha napunjen u čahuru .44 Magnuma, primjerice, s originalnom težinom od 15,55 g i promjerom 11 mm bi se mogao "zgljiviti" nakon udara da bi oblikovao grubi krug promjera 18 mm i dobio konačnu težinu od 15,48 g. Ovo je izvanredna performansa; skoro je cijela težina zadržana, a frontalno površinsko područje se poveća za 63%. Prodor metka šupljeg vrha bi bila manja nego pola sličnog neekspanzivnog metka, a rezultirajuća rana ili trajna šupljina bi bila puno šira. 

#### Fragmentacijski
Ova klasa projektila je dizajnirana da se slomi nakon udara, uzrokovajući efekt sličan rasprskavajućem lomljivom projektilu, dok je konstrukcija srodna ekspanzivnom metku. Fragmentacijski metci su najuobičanije konstruirani kao šuplji projektili opisani iznad, ali s dužim i većim šupljinama. Oni također mogu imati tanje bakrene košuljice da bi smanjili svoj cjelokupni integritet. Za primjene aerodinamčnih učinkovitosti, gornji dio metka šupljeg vrha će nerijetko biti s vrhom koji ima istaknuti polimerni 'nos'. Ovi metci su tipično ispaljeni na velikim brzinama da bi se povećala njihova fragmentacija tijekom imapkta. U kontrastu s metkom šupljeg vrha koji pokušava ostati u jednom velikom komadu zadržavajući težinu što je više moguće dok se predstavlja većina površine meti, fragmentirajući metak je namijenjen slomiti se u puno malenih komadića gotovo odmah. To znači da sva kinetička energija metka je prenesena na metu u vrlo kratkom prostoru vremena. Najčešća primjena ovog metka je pucanj u male štetočine, kao što su prerijski psi. Efekt ovih metaka je prilično dramatičan, što rezultira time da je životinja raznesena u komade. Međutim, fragmentacijsko streljivo za veću lovinu pruža neadekvatnu penetraciju vitalnih organa kako bi se osiguralo da je divljač mrtva, umjesto da "mrljasta rana" bude rezultat. Ovo također ograničava praktično korištenje takvih metaka prema supersoničnim (puščanim) metcima koji imaju dovoljno veliku kinetičku energiju za smrtonosni hitac. Dvije glavne prednosti ovog streljiva je to da je jako humano, hitac u bilo što na najmanju štetočinu će osigurati brzu smrt, te da se umjesto opasno i nekontrolirano odbija s površine, metak se bezopasno polomi. 

## Vanjske poveznice
- Testovi & slike rezultata balističkog želatina—Brass Fetcher